# Paroruza
Paroruza é um gênero de traça pertencente à família Arctiidae.